# Ipatjew-Haus
Das Ipatjew-Haus (russisch Дом Ипатьева), benannt nach seinem ehemaligen Besitzer, dem Militäringenieur Nikolai Ipatjew, war eine Villa in der Stadt Jekaterinburg im Ural. Hier wurden der Zar Nikolaus II. und seine Familie monatelang gefangengehalten und in der Nacht vom 16. auf den 17. Juli 1918 umgebracht.
1977 wurde das Haus auf Anordnung des Politbüros unter Leitung von Boris Jelzin, der damals 1. Sekretär der KPdSU in Swerdlowsk (wie Jekaterinburg 1924 bis 1991 hieß) war, abgerissen. Seit 2003 steht an der Stelle die Kathedrale auf dem Blut.

## Geschichte

### Anfänge

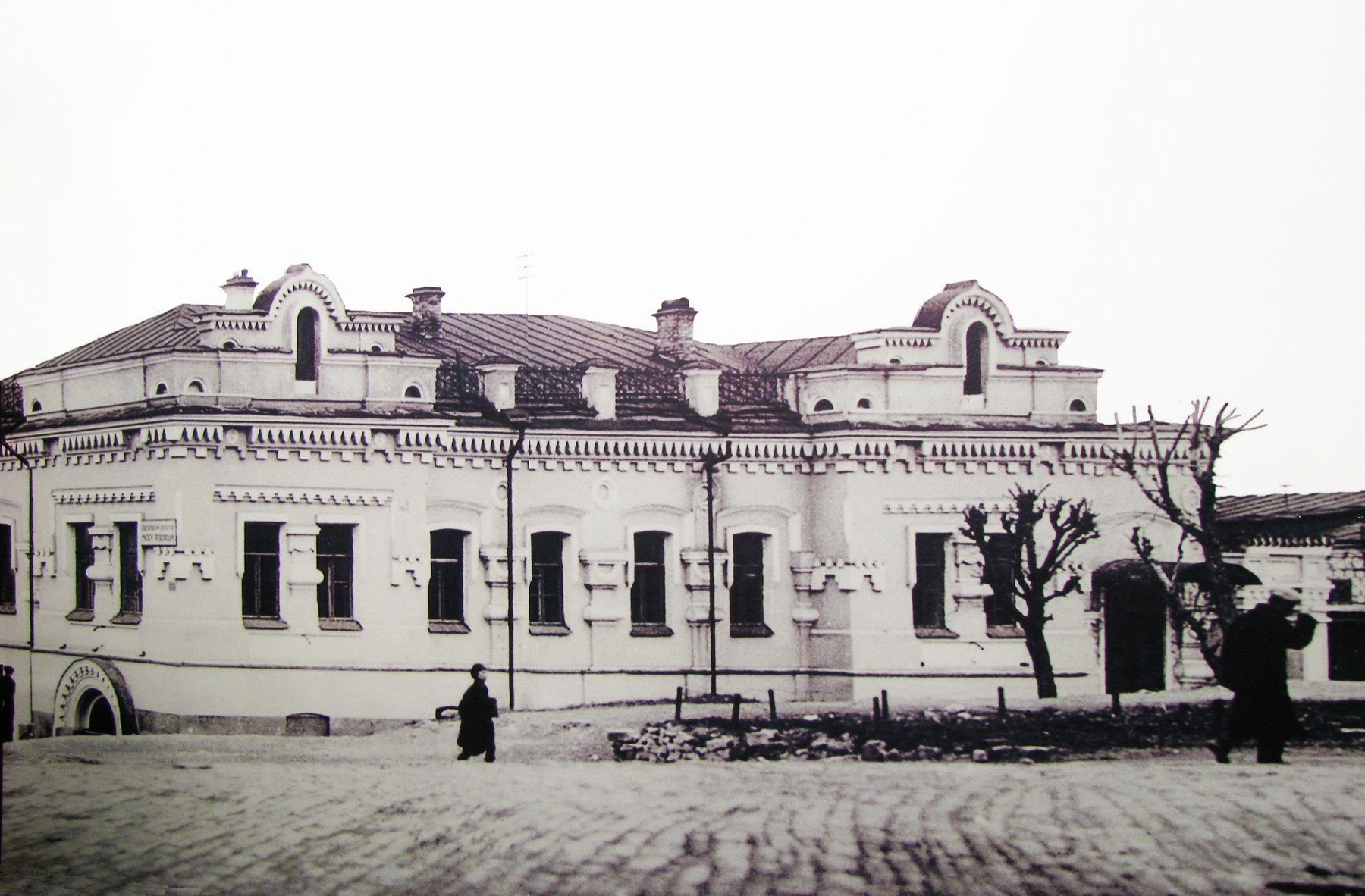
Ipatjew-Haus im 19. Jahrhundert

Das Haus wurde Ende der 1880er Jahre für Iwan Redikorzew, einen Minenleiter, als geräumige Villa an einer Hanglage erbaut und besaß eine Grundfläche von 31 × 18 Metern. Die Ostfassade lag an der Straßenseite und war eingeschossig, an der zweigeschossigen Westfassade befand sich ein Garten. Das Grundstück hatte zuvor zum Landsitz des Politikers und Wissenschaftlers Wassili Tatischtschew gehört. Kurz nach Fertigstellung des Hauses wurde Redikorzew mit Korruptionsvorwürfen belastet, geriet in finanzielle Schwierigkeiten und musste 1898 das Haus an den Händler Igor Scharawjew verkaufen. 1908 verkaufte Scharawjew das Haus für 6000 Rubel an den Militäringenieur Nikolaj Ipatjew, der im Erdgeschoss sein Büro einrichtete.

### Russische Revolution
Am Samstag, den 27. April 1918, wurde Ipatjew von den Bolschewiki aufgefordert, das Haus innerhalb von zwei Tagen provisorisch zu räumen. Es wurde ihm lediglich gestattet, einen Raum im Keller als Lager für seine Gegenstände zu benutzen. Dieser Kellerraum, der anschließend versiegelt wurde, befand sich neben dem Zimmer, in dem drei Monate später die Familie Romanow erschossen wurde. Nachdem Ipatjew abgereist war, wurde das Haus zur besonderen Verwendung (russisch Дом Особого Назначения) zu einer Festung umgebaut: Eine doppelte Holzpalisade mit einer Höhe von vier Metern verdeckte das Haus und die Fenster vor der Straße, auf dem Dach wurden wiederum Maschinengewehre in Stellung gebracht. Am 30. April 1918 zogen Zar Nikolaus II., seine Gattin Alexandra und die Tochter Maria ein. Die zwei älteren Töchter Olga und Tatjana trafen am 23. Mai mit dem Sohn Alexei ein, da dieser wegen eines Anfalls von Hämophilie nicht reisefähig war.

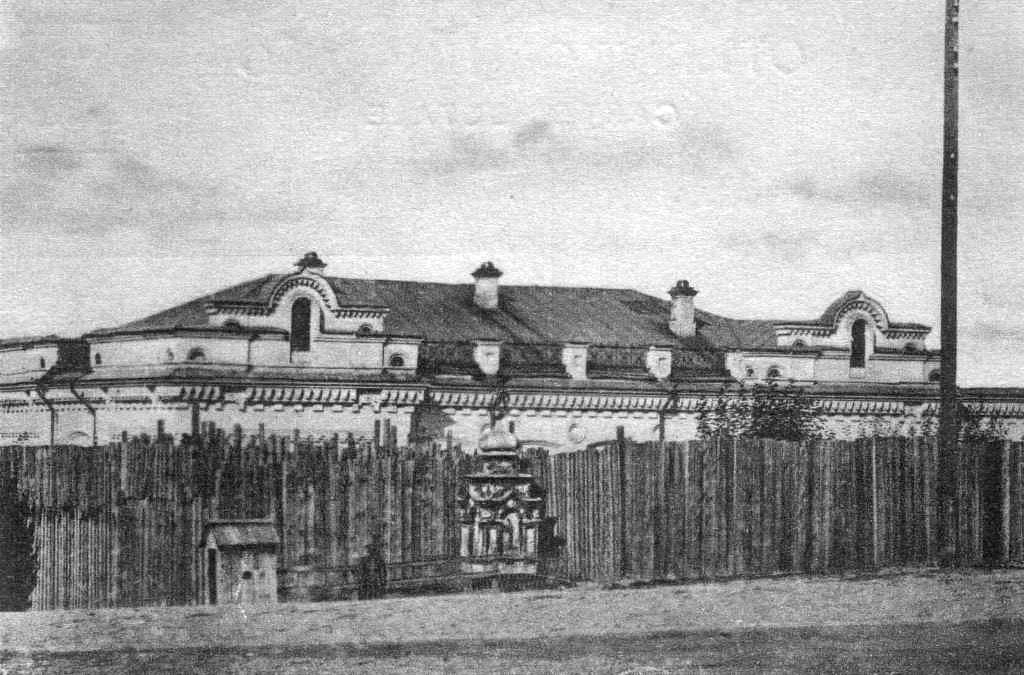
Das eingeschanzte Ipatjew-Haus, 1918

In der Nacht vom 16. auf den 17. Juli 1918 wurden die sieben Mitglieder der Zarenfamilie zusammen mit ihrem Leibarzt Jewgeni Botkin, der Hofdame Anna Demidowa, dem Koch Iwan Charitonow und dem Diener Alexej Trupp von einer Gruppe unter dem Kommando des Tschekisten Jakow Jurowski erschossen. Die Gruppe bestand aus vier russischen Bolschewiki und sieben ungarischen Kriegsgefangenen. Der Küchenjunge Leonid Sednew war einige Stunden zuvor aus dem Hause gerufen worden und entging so der Erschießung.
Einige Tage später, am 25. Juli 1918, wurde Jekaterinburg im Zuge des Bürgerkriegs durch die Weiße Armee unter dem Befehl des tschechoslowakischen Generals Radola Gajda eingenommen, der im Ipatjew-Haus daraufhin für einige Monate den Generalstab einrichten ließ.

### Spätere Jahre
1927 wurde das Haus als Zweigstelle des regionalen Revolutionsmuseums bestimmt, worauf hier eine Landwirtschaftsschule und 1938 ein antireligiöses Museum errichtet wurden. 1946 wurde das Gebäude von der örtlichen Stelle der KPdSU übernommen. 1974 wurde es offiziell als historisch-revolutionäres Denkmal eingetragen, entwickelte sich jedoch mehr und mehr zu einer Wallfahrtsstätte für russische Monarchisten.
Um dieser Entwicklung im Hinblick auf den 60. Jahrestag der Erschießung der Zarenfamilie im Jahre 1978 zuvorzukommen und die Wallfahrten einzudämmen, erklärte das Politbüro das Haus als „nicht genügend historisch bedeutsam“ und ließ das Gebäude unter Boris Jelzin, damals örtlicher Parteisekretär, am 27. Juli 1977 in einer nächtlichen Aktion abreißen. Trotzdem wurde die Stätte weiterhin besucht. Seit der Einweihung der Kathedrale auf dem Blut im Jahre 2003 ist diese ein Wallfahrtsort für Anhänger der Monarchie aus ganz Russland.